# Anthophora rudolphae
Anthophora rudolphae är en biart som beskrevs av Romankova 2003. Anthophora rudolphae ingår i släktet pälsbin, och familjen långtungebin. Inga underarter finns listade i Catalogue of Life.